# Asagaya
Asagaya (阿佐ヶ谷) est un quartier résidentiel de Tokyo situé dans l'arrondissement de Suginami à l'ouest de Shinjuku. L'accès principal à Asagaya se fait via la ligne Chūō, à 12 minutes en train de la gare de Shinjuku.

## Géographie
Asagaya est divisé par la ligne Chūō entre Asagaya-kita (阿佐ヶ谷北) au nord et Asagaya-minami (阿佐谷南) au sud. La zone occupée par Asagaya de nos jours est à peu près la même que celle qui fut occupée par le village d'Asagaya (阿佐ヶ谷村, Asagaya-mura), à l'époque Edo. Autour de la période Taishō, les habitants de Tokyo ont commencé à se déplacer du centre actuel de Tokyo vers des banlieues comme Asagaya. De nos jours, la zone autour de la gare est considérée comme étant de haut standing en raison de sa verdure, de l'espace qu'elle offre, de la facilité de transport avec le centre de Tokyo et de ses nombreux shōtengai (quartier commerçant), dont le plus important se trouve à la sortie sud de la gare d'Asagaya.
Asagaya est accessible en train, métro et bus. La mairie du quartier est située juste au-dessus de la station de Minami-Asagaya.

## Transports
- Gare d'Asagaya (JR East) : Ligne Chūō-Sōbu, ligne Chūō 35° 42′ 18″ N, 139° 38′ 08″ E
- Station Minami-Asagaya (métro de Tokyo) : Ligne Marunouchi 35° 41′ 58″ N, 139° 38′ 08″ E

## Histoire
L'origine du nom de la zone « Asagaya » provient de la combinaison de deux mots, l'adjectif asai qui signifie « peu profond »  et le nom géographique yachi (谷地) signifiant « marais » ou basses terres humides. La station Asagaya a été construite et ajoutée à la ligne de chemin de fer Kobu (Kobu-Tetsudo (甲武鉄道) en 1924, qui devint plus tard la ligne Chūō.
Après l'exode du centre de Tokyo après le Grand Séisme du Kantô de 1923, Asagaya est devenu le refuge d'une communauté littéraire comprenant Masuji Ibuse, Akiko Yosano, Osamu Dazai, Mizuho Aoyagi (ja), Harube Ima (ja), Tatsuji Miyoshi, Ashihei Hino et Musei Tokugawa. Pour cette raison, Asagaya est également surnommée "la ville littéraire d'Asagaya".

## Théâtre, cinéma et musique
Asagaya abrite trois théâtres : le Hitsuji-za, le Théâtre Shine, et le Zamuza.
Le cinéma Laputa présent dans le quartier, est quant à lui spécialisé dans le cinéma japonais des années 1950-1970.
On peut entendre différents genres musicaux, notamment du jazz, du rock, du blues et du folk dans les bars se situant à l'ouest de la gare JR Asagaya.

## Shopping
La zone commerçante couverte Pearl Center (ja), située sur le côté sud de la gare JR Asagaya, est la plus grande du quartier. Il y a également une plus petit shōtengai au nord de la station. Alors que Kōenji à l'est est connu pour ses boutiques de vêtements d'occasion, la plupart des produits disponibles sont orientés vers les besoins ménagers, bien que sur son flanc nord, on puisse aussi trouver plusieurs boutiques de livres d'occasion.

## Restaurants
Sur la rue animée Star Road (スターロード) qui commence sur le côté nord-est de la station JR Asagaya, on peut trouver de nombreux petits restaurants au cadre intime.
Sur le côté sud-ouest de la station, sur la rue Kawabata  (かわばた通り), les bars et les restaurants yakitori abondent.

## Festivals
Asagaya accueille deux grands festivals chaque année : le Festival Tanabata et le Jazz Asagaya Streets. Le Festival Tanabata (七夕祭り) a lieu lors de la première semaine de juillet. Ce festival est connu pour son assortiment de personnages en papier mâché qui ornent la Pearl Road.
Asagaya est également connu pour son festival de jazz, le Jazz Asagaya Streets, qui a lieu le dernier week-end en octobre. Ce festival de jazz est l'un des plus importants dans la ville.

## Asagaya au cinéma
Asagaya apparaît dans les films Ring, Ring 2, Death Note, et Yellow Tears.